# Хайнцль, Франц
Франц Хайнцль (нем. Franz Heinzl; 30 ноября 1891, Штоккерау, Нижняя Австрия, Австро-Венгрия — 16 мая 1922) — австрийский футболист, нападающий.

## Биография

### Клубная карьера
Карьеру начинал в провинциальной команде «Штоккерау 07». С 1913 года защищал цвета столичного клуба ВАФ. В сезоне 1913/14 завоевал титул чемпиона страны. В 1915 году стал лучшим бомбардиром чемпионата Австрии, забив 12 мячей. За ВАФ выступал до 1920 года, проведя 77 матчей, забив 59 мячей. Завершил карьеру из-за резкого ухудшения здоровья (проблемы с лёгкими).

### Карьера в сборной
С мая 1914 года по июнь 1917 года провёл в составе сборной Австрии 7 матчей против сборной Венгрии. В этих играх забил 4 мяча.

## Достижения

### Командные
- Чемпион Австрии: 1913/14
- Серебряный призёр чемпионата Австрии: 1915
- Бронзовый призёр чемпионата Австрии (2): 1915/16, 1917/18

### Личные
- Лучший бомбардир чемпионата Австрии: 1915

## Статистика выступлений

### Клубная карьера
| Клуб             | Сезон            | Лига | Лига | Кубок Австрии | Кубок Австрии | Итого | Итого |
| Клуб             | Сезон            | Игры | Голы | Игры          | Голы          | Игры  | Голы  |
| ---------------- | ---------------- | ---- | ---- | ------------- | ------------- | ----- | ----- |
| ВАФ              | 1913/14          | 6    | 6    | -             | -             | 6     | 6     |
| ВАФ              | 1915             | 9    | 12   | 2             | 5             | 11    | 17    |
| ВАФ              | 1915/16          | 17   | 14   | -             | -             | 17    | 14    |
| ВАФ              | 1916/17          | 18   | 11   | -             | -             | 18    | 11    |
| ВАФ              | 1917/18          | 13   | 10   | 0             | 0             | 13    | 10    |
| ВАФ              | 1918/19          | 3    | 1    | 0             | 0             | 3     | 1     |
| ВАФ              | 1919/20          | 11   | 5    | 0             | 0             | 11    | 5     |
| Всего за карьеру | Всего за карьеру | 77   | 59   | 2             | 5             | 79    | 64    |

### Выступления за сборную
| Матчи и голы Хайнцля за сборную | Матчи и голы Хайнцля за сборную | Матчи и голы Хайнцля за сборную | Матчи и голы Хайнцля за сборную | Матчи и голы Хайнцля за сборную | Матчи и голы Хайнцля за сборную |
| №                               | Дата                            | Соперник                        | Счёт                            | Голы Хайнцля                    |                                 |
| ------------------------------- | ------------------------------- | ------------------------------- | ------------------------------- | ------------------------------- | ------------------------------- |
| 1                               | 3 мая 1914                      | Венгрия                         | 2:0                             | —                               |                                 |
| 2                               | 30 мая 1915                     | Венгрия                         | 1:2                             | —                               |                                 |
| 3                               | 3 октября 1915                  | Венгрия                         | 4:2                             | 2                               |                                 |
| 4                               | 7 ноября 1915                   | Венгрия                         | 2:6                             | —                               |                                 |
| 5                               | 7 мая 1916                      | Венгрия                         | 3:1                             | —                               |                                 |
| 6                               | 6 мая 1917                      | Венгрия                         | 1:1                             | 1                               |                                 |
| 7                               | 3 июня 1917                     | Венгрия                         | 2:6                             | 1                               |                                 |

Итого: 7 матчей / 4 гола; 3 победы, 1 ничья, 3 поражения.